# Province de Choiseul
Pour les articles homonymes, voir Choiseul.
La province de Choiseul est une des provinces des Salomon.
Sa capitale est Taro, sur l'île de Taro. La population était de 20 008 habitants en 1999.

## Description

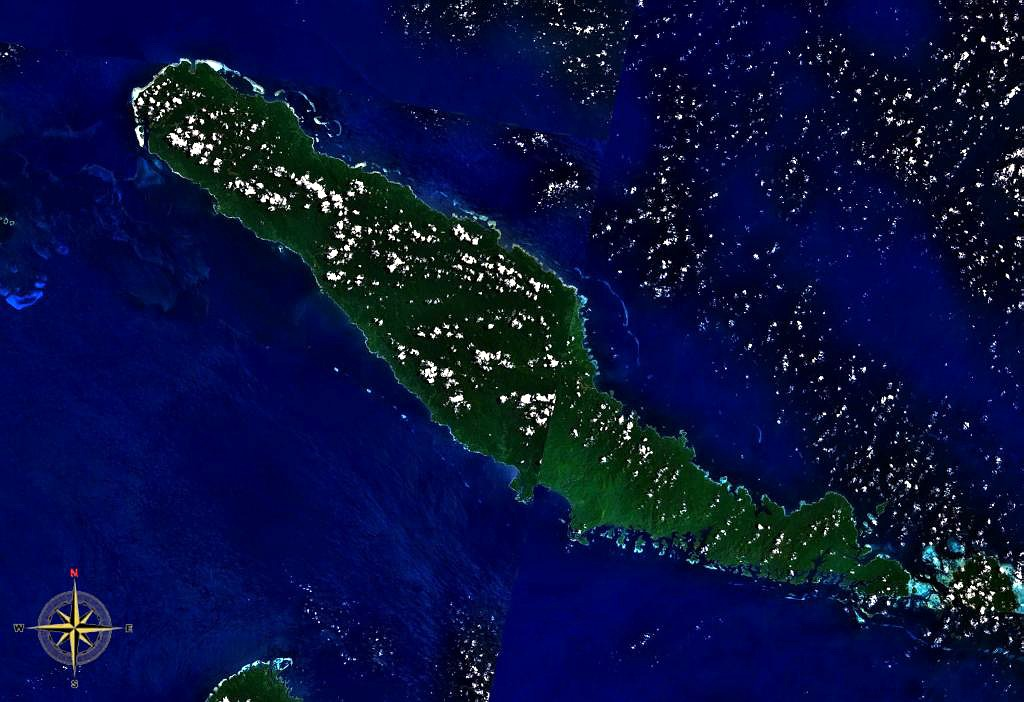
Vue satellitaire

Elle est constituée par quatre îles (ou îlots) :
1. Choiseul (3 294 km²)
2. Taro (100 km²),
3. Vaghena (243  km²)
4. Rob Roy (200 km²).

## Histoire
La population est composée de plusieurs tribus mélanésiennes ainsi qu'une population gilbertine qui habite à Wagina. Au XIXe siècle, des chasseurs de tête et des blackbirders (recrutement de main d'œuvre forcée) étaient répandus dans les îles Salomon. Ceci conduisit à la disparition du peuple de Wagina (Vaghena) dans les années 1870. Même au siècle suivant, les habitants des Choiseul étaient réputés comme de possibles cannibales et les visiteurs n'y venaient qu'armés. En 1916, des conflits internes éclatèrent entre les tribus qui prirent fin avec le traité de paix de Sasamungga le 8 août 1921. Cet événement, appelé Kulabule est devenu une fête fériée sur Choiseul. Des Gilbertins ont été réinstallés sur Wagina des îles Phœnix lors de la colonie britannique (fin des années 1950).
Elle fut le théâtre du raid sur Choiseul en octobre/novembre 1943, où les États-Unis lancèrent sur l'île, alors occupée par les Japonais, une opération de diversion destinée à cacher leurs véritables plans d'invasion sur l'île voisine de Bougainville.